# バックアイ (キャンディ)

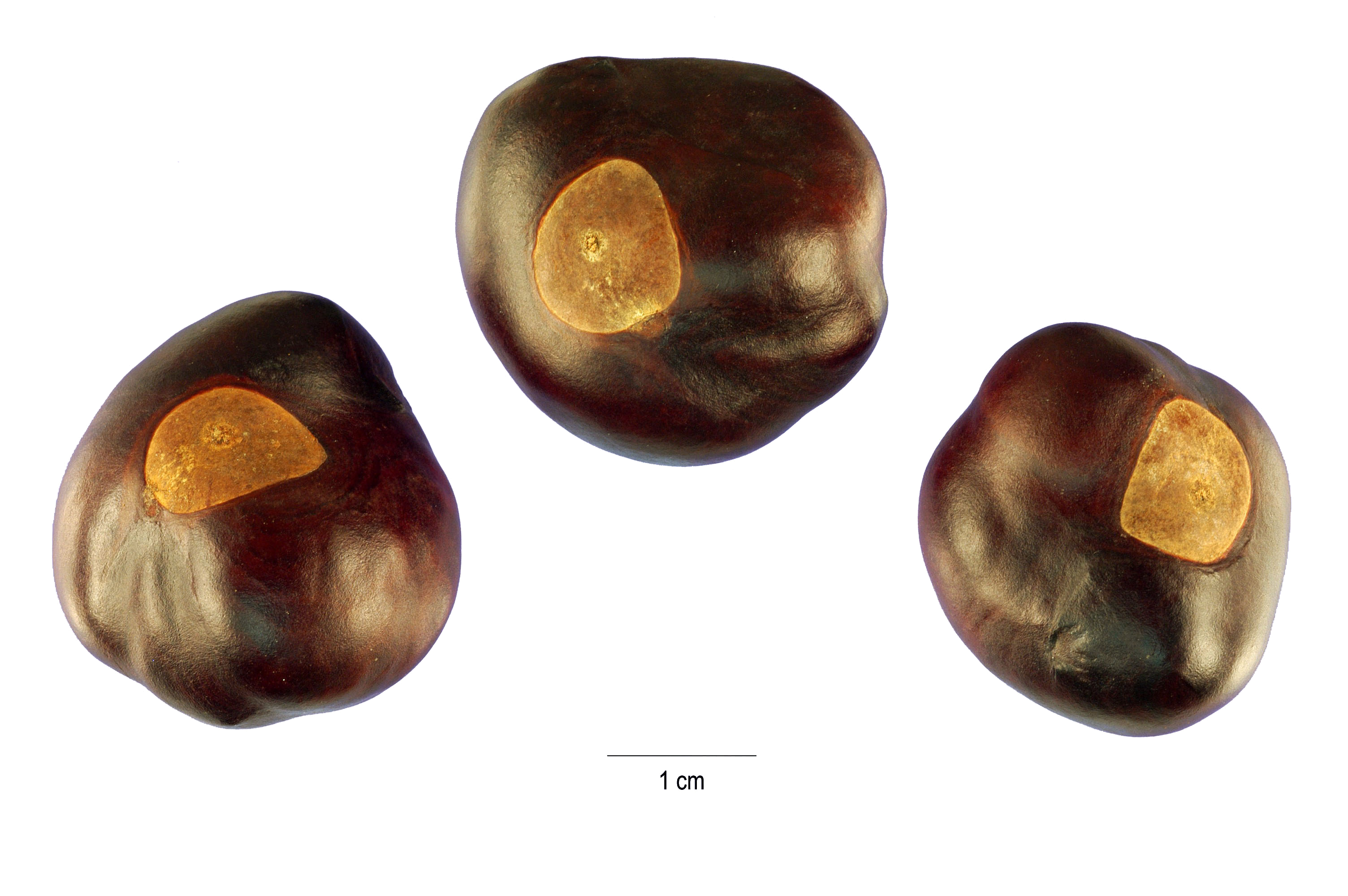
乾燥したオハイオトチノキのナッツ

バックアイ(Buckeye)は、ピーナッツバターのファッジを部分的にチョコレートに浸し、ピーナッツバターの部分が円のように見えるようにしたキャンディである。ピーナッツバター入りのチョコレートボールは完全にチョコレートに覆われているが、見た目は似ている。
オハイオ州の木であるオハイオトチノキ(Ohio buckeye)の有毒なナッツに似ていることから名付けられた。この菓子は、オハイオ州及びその周辺で特に人気がある。
オハイオ州では家庭でも作られるが、通販やキャンディショップでも購入することができる。
1960年代または1970年代までは知られておらず、元々、家庭で作られていた。あるレシピでは、バター、ピーナッツバター、粉砂糖、チョコレートチップが材料として用いられた。ピーナッツバターとバターを混ぜて粉砂糖を徐々に加え、小さなボール状に丸めて、溶けたチョコレートに浸して作る。